# Cassie (chanteuse)
 (juillet 2022).
 (mai 2025).
Pour les articles homonymes, voir Ventura et Cassie.
Cassie, stylisé CΛSSIE, de son vrai nom Casandra Elizabeth Ventura, est une chanteuse de R&B, danseuse, mannequin et actrice américaine, née le 26 août 1986 à New London, dans le Connecticut. Elle est principalement connue pour ses titres Me and U et Long Way 2 Go, sortis en 2006.

## Biographie
Casandra Elizabeth Ventura, plus connue sous le nom de Cassie, est née à New London, dans l'État du Connecticut, aux États-Unis, d'un père philippin et d'une mère afro-américaine. Elle a fait ses études secondaires à la Williams School dont elle est diplômée depuis 2004.
Cassie s'est lancée dans une carrière musicale à la suite d'une rencontre avec Ryan Leslie, avec qui elle souhaitait enregistrer une chanson pour l'anniversaire de sa mère. Ryan Leslie étant lui-même chanteur et producteur, interprète cette chanson intitulée Kiss Me en duo avec Cassie, puis la fit écouter à Tommy Mottola, l'ancien président de Sony. Séduit, il propose à Cassie de devenir son manager et quelques semaines plus tard, c'est au tour de Ryan Leslie de produire son premier album. Cassie a signé sous le label Bad Boy Records de P. Diddy après que ce dernier eut entendu la chanson Me and U dans une boîte de nuit[réf. nécessaire].
Avant de se lancer dans une carrière musicale, Cassie a été mannequin pour l'agence Wilhelmina où elle a notamment travaillé avec Adidas pour la campagne publicitaire de la ligne de vêtements de Missy Elliot, Respect M.E, le magazine Complex et des campagnes Abercrombie & Fitch[réf. nécessaire].
Ses premières prestations en direct firent l'objet de critiques, Cassie étant soupçonnée de ne chanter qu'en play-back[source secondaire souhaitée].
Cassie fait des apparitions dans la vidéo de Stronger, extrait de l'album Graduation de Kanye West. Elle apparaît également dans le clip de Mario intitulé Here I Go Again où elle joue le rôle de son ex-petite amie ; dans le clip de Chris Brown Crawl, et dans le clip de Jay-Z, Roc Boys, extrait de l'album American Gangster[pertinence contestée].
Cassie a aussi participé au film Sexy Dance 2 dans lequel elle joue un petit rôle et a contribué à la bande originale avec le titre Is It You?[réf. souhaitée].
Sur le plan musical, le successeur de son premier album un nouvel album reste un projet hypothétique[réf. nécessaire]. Dans un premier temps annoncé sous le nom Connecticut Fever, puis In Your Dreams. Diddy a ensuite annoncé que le second album de Cassie aurait pour nom Electro Love et qu'il devrait sortir au cours de l'année 2010. Le titre Official Girl en featuring avec Lil Wayne a été lancé, mais ce dernier ne rencontrant pas le succès, un second single, en collaboration avec Diddy, fut envoyé aux radios américaines le 14 avril 2009, s'intitulant Must Be Love. Un troisième single est sorti, Let's Get Crazy avec Akon, mais le titre n'eut aucun clip, peu de soutien radio et presque aucune promotion.
En 2011, elle apparaît également dans le clip Roll Up du rappeur américain Wiz Khalifa[pertinence contestée].
Le 14 février 2012, elle sort un nouveau single, King of hearts, produit par J2 et écrit par Phoenix. Malgré de nombreux passages télé et radio, le titre n'a pas fonctionné. Cassie change alors ses plans et sort un autre single le 11 septembre 2012 intitulé Balcony en featuring avec Young Jeezy. Ce titre est une ballade R'n'B très sensuelle produit par Rico Love et totalement à l'opposé de King of hearts.
En parallèle, Cassie est présente sur le nouvel album Dirty Bass de Far East Movement pour le titre Fly with u qui sort en mai 2012, et interprète les deux interludes I'm not Drunk et Not love sur la mixtape du canadien Colin Munroe[source secondaire souhaitée]. Elle fait également un featuring avec Nicki Minaj intitulé The Boys qui sort le 13 septembre 2012 et sur le titre Warning shot du premier album de Machine Gun Kelly qui sort le 9 octobre 2012. Le 18 octobre 2012, Cassie dévoile son nouveau clip, The Boys, en featuring avec Nicki Minaj.
Le 24 janvier 2013, Cassie sort All Gold, All Girls en featuring avec Lola Monroe et Trina. Il s'agit d'un remix du titre All Gold Everything de Trinidad James.
Le 11 avril 2013, elle sort la mixtape Rock-A-Bye Baby inspirée par le film New Jack City. La mixtape devient la mixtape féminine la plus téléchargée sur le site Datpiff. Elle est composée de nombreux featurings tels que Fabolous, Wiz Khalifa, Rick Ross, Pusha-T, Jeremih et bien d'autres[source secondaire nécessaire].
En janvier 2014, Cassie annonce un nouveau projet en collaboration avec la marque streetwear Young and Reckless. Elle lance une nouvelle collection de vêtements qu'elle a elle-même dessinée.
En 2016, elle obtient le rôle principal dans le film The Perfect Match, aux côtés de Brandy Norwood et Paula Patton. La même année, elle obtient le rôle principal dans le film Honey 3.

### Vie privée
D’abord en couple avec le producteur de son tube Me & U, Ryan Leslie, elle rencontre P. Diddy et signe chez Bad Boy Records. C’est à partir de ce moment précis que Cassie parle d’emprise de la part de P. Diddy qui se montre très insistant et contrôlant avec elle, ce qui conduira à la fin de sa collaboration ainsi que de son histoire d’amour avec Ryan Leslie.
Cassie et P. Diddy officialisent leur relation sur Twitter en septembre 2012 bien qu’ils soient en couple depuis 2005/2006. Ils se séparent en octobre 2018, après 13 ans de relation.
Le 12 juin 2019, elle annonce être enceinte de son premier enfant et donne naissance le 6 décembre 2019 à une fille. Le 28 août 2019, elle se marie avec Alex Fine. Le 22 mars 2021, elle donne naissance à une seconde fille. Le 27 mai 2025, elle donne naissance à un fils.

## Affaires judiciaires

### Victime de viol et violence physique
Le 16 novembre 2023, elle dépose une plainte auprès de la justice fédérale américaine contre Sean Combs (P. Diddy) pour viols et violences physiques répétées,. Le 18 novembre, il est annoncé que les deux parties ont finalement trouvé un accord à l’amiable et qu’ils n’iront pas jusqu’au procès. Il y aura quand même un procès[réf. nécessaire].
Le 17 mai 2024, une vidéo de l'agression du rappeur Diddy sur son ex-compagne Cassie en 2016 est dévoilée par CNN. L'agression est survenue dans le couloir d'un hôtel de Los Angeles,.

## Discographie

### Albums
| Année | Album  | Classement des ventes | Classement des ventes | Classement des ventes | Classement des ventes | Classement des ventes | Classement des ventes | Classement des ventes | Classement des ventes | Classement des ventes | Ventes                          |
| Année | Album  | FR                    | FR TL                 | BEL/Wa                | BEL/Vl                | SUI                   | R-U                   | P-B                   | É-U                   | Monde                 | Ventes                          |
| ----- | ------ | --------------------- | --------------------- | --------------------- | --------------------- | --------------------- | --------------------- | --------------------- | --------------------- | --------------------- | ------------------------------- |
| 2006  | Cassie | 48                    | 47                    | 78                    | 96                    | 57                    | 33                    | 78                    | 4                     | 9                     | États-Unis : 450 000 : 800 000+ |

### Mixtape
- 2013 : RockaByeBaby

### Singles
| Année | Single                          | Classement des ventes | Classement des ventes | Classement des ventes | Classement des ventes | Classement des ventes | Classement des ventes | Classement des ventes | Classement des ventes | Classement des ventes | Classement des ventes | Classement des ventes | Classement des ventes | Classement des ventes | Classement des ventes | Classement des ventes | Classement des ventes | Classement des ventes | Classement des ventes | Classement des ventes | Classement des ventes | Album                |
| Année | Single                          | FR                    | FR TL                 | BEL/Fr                | BEL/Nl                | SUI                   | AUT                   | R-U                   | IRL                   | SUE                   | DAN                   | ALL                   | FIN                   | P-B                   | POL                   | AUS                   | N-Z                   | CAN                   | É-U                   | EUR                   | Monde                 | Album                |
| ----- | ------------------------------- | --------------------- | --------------------- | --------------------- | --------------------- | --------------------- | --------------------- | --------------------- | --------------------- | --------------------- | --------------------- | --------------------- | --------------------- | --------------------- | --------------------- | --------------------- | --------------------- | --------------------- | --------------------- | --------------------- | --------------------- | -------------------- |
| 2006  | Me and U                        | 8                     | 12                    | 15                    | 16                    | 11                    | 34                    | 6                     | 9                     | 22                    | 17                    | 12                    | 4                     | 47                    | 1                     | 12                    | 4                     | 1                     | 3                     | 1                     | 13                    | Cassie               |
| 2007  | Long Way 2 Go                   | 21                    | —                     | —                     | —                     | —                     | —                     | 12                    | 18                    | 28                    | —                     | 43                    | —                     | —                     | 30                    | 23                    | 17                    | —                     | 97                    | —                     | —                     | Cassie               |
| 2008  | Is It You?                      | —                     | —                     | —                     | —                     | —                     | —                     | 52                    | —                     | —                     | —                     | —                     | —                     | —                     | —                     | —                     | —                     | 85                    | —                     | —                     | —                     | Step Up 2 Soundtrack |
| 2008  | Official Girl (feat. Lil Wayne) | —                     | —                     | —                     | —                     | —                     | —                     | —                     | —                     | —                     | —                     | —                     | —                     | —                     | —                     | —                     | —                     | —                     | —                     | —                     | —                     | TBA                  |
| 2009  | Must Be Love (feat. Puff Daddy) | —                     | —                     | —                     | —                     | —                     | —                     | —                     | —                     | —                     | —                     | —                     | —                     | —                     | —                     | —                     | —                     | —                     | 56 (R&B)              | —                     | —                     | TBA                  |
| 2009  | Let's Get Crazy (feat. Akon)    | —                     | —                     | —                     | —                     | —                     | —                     | —                     | —                     | —                     | —                     | —                     | —                     | —                     | —                     | —                     | —                     | —                     | —                     | —                     | —                     | TBA                  |
| 2012  | King Of Hearts                  | —                     | —                     | —                     | —                     | —                     | —                     | —                     | —                     | —                     | —                     | —                     | —                     | —                     | —                     | —                     | —                     | —                     | —                     | —                     | —                     | TBA                  |
| 2012  | Balcony (feat. Young Jeezy)     | —                     | —                     | —                     | —                     | —                     | —                     | —                     | —                     | —                     | —                     | —                     | —                     | —                     | —                     | —                     | —                     | —                     | —                     | —                     | —                     | RockaByeBaby         |
| 2013  | Numb (feat. Rick Ross)          | —                     | —                     | —                     | —                     | —                     | —                     | —                     | —                     | —                     | —                     | —                     | —                     | —                     | —                     | —                     | —                     | —                     | —                     | —                     | —                     | RockaByeBaby         |

## Apparition
- Clip de Paradise de Cassie ft. Wiz Khalifa
- Clip de Here I Go Again de Mario
- Clip de Roc Boys de Jay-Z
- Clip de Crawl de Chris Brown
- Clip de Roll Up de Wiz Khalifa
- Clip de Stronger de Kanye West
- Clip de Shot Caller (Remix) de French Montana, Diddy et Rick Ross
- Clip de The Boys de Nicki Minaj
- Clip de Coke Boys Remix de Chinx, French Montana, Diddy et Rick Ross
- Clip de Psychic de Chris Brown ft. Jack Harlow

## Collaborations
- The Boys en featuring avec Nicki Minaj

## Filmographie
Sauf indication contraire, les informations mentionnées dans cette section peuvent être confirmées par la base de données cinématographiques IMDb,  présente dans la section « Liens externes ».
- 2003 : Barbarian : Harem
- 2008 : Sexy Dance 2 : Sophie Donovan
- 2016 : The Perfect Match : Eva
- 2016 : Honey 3 : Melea Martin
- 2019 : Spenser Confidential de Peter Berg : Elise

## Récompenses et nominations
- NRJ Music Awards 2007 : nommée dans la catégorie Révélation internationale de l'année[14].